# أندري ميناكوف
أندري ميناكوف هو سباح روسي ولد في 17 مارس 2002.

## روابط خارجية
- أندري ميناكوف على موقع الاتحاد الدولي للسباحة (الإنجليزية)
- أندري ميناكوف على موقع SwimRankings.net (الإنجليزية)
- أندري ميناكوف على موقع اللجنة الأولمبية الدولية (الإنجليزية)
- أندري ميناكوف على موقع أوليمبيديا (الإنجليزية)